# Чернокръст кълвач
Чернокръст кълвач (Dinopium benghalense) е вид птица от семейство Picidae.

## Разпространение
Видът е разпространен в Бангладеш, Бутан, Индия, Мианмар, Непал, Пакистан и Шри Ланка.